# Ахтервассер
Ахтервассер (нем. Achterwasser) — полузакрытая бухта Балтийского моря на севере Германии. Бухта вдаётся в юго-западный берег острова Узедом и является частью эстуария Одры (сообщается с рукавом Пенештром). На западе полуостров Гниц отделяет бухту от залива Крумминер-Вик. У западного берега бухты (п-ов Гниц) лежит остров Гёрмиц, соединённый с Узедомом дамбой.
Площадь бухты составляет 77,0 км², средняя глубина — 2,90 м.
Ахтервассер слабо сообщается с Пенештром, в результате чего влияние этого рукава на химию бухты невелико, а химические параметры относительно стабильны. Обычно в бухты постоянно поступает пресная вода из Пенештром, но время сильных приливов (>1 м) солоноватая вода Балтийского моря попадает в бухту, повышая её солёность с 1 ‰ до 5 ‰, после чего может пройти несколько месяцев до того, как солёность вернётся к обычному значению.
Из Пенештром в бухту попадает большое количество питатетельных веществ, взвеси и тяжёлых металлов. Производительность экосистемы Ахтервассера высока круглый год и составляет 340 г C/км². На начало XXI века в бухте наблюдается эвтрофикация, периодически происходит цветение воды. Донные осадки водоёма щелочные, они бедны фосфором.
На берегах бухты развит туризм, существует рыболовство.